# Ukraińcy na Podlasiu
Ukraińcy na Podlasiu – według danych spisu powszechnego z 2011 roku na obszarze województwa podlaskiego mieszkało ponad 2000 osób deklarujących narodowość ukraińską (na terenie całego kraju 48 000). Podlascy Ukraińcy zamieszkują głównie powiaty: bielski, hajnowski i siemiatycki.
Specyfikę społeczności podlaskich Ukraińców na tle rodaków z innych regionów polskich wyznaczają uwarunkowania historyczne, wyznaniowe i lingwistyczne:
- brak akcji „Wisła” na obszarze Podlasia
- polityka narodowościowa i wyznaniowa II Rzeczypospolitej i Polskiej Rzeczypospolitej Ludowej blokująca ukraińską działalność oświatowo-kulturalną
- podlascy Ukraińcy są wyznania prawosławnego, struktury Kościoła greckokatolickiego praktycznie nie istnieją (z wyjątkiem jednej parafii w Białymstoku)
- występowanie silnego stereotypu etno-religijnego „prawosławny=Białorusin”
- przenikanie się gwar języka białoruskiego i języka ukraińskiego
- zjawisko tutejszości i labilności deklaracji narodowościowych autochtonicznej ludności prawosławnej (głównym wyznacznikiem tożsamość i autoidentyfikacji jest wyznanie)

Działalność ukraińska w regionie skupia się w powstałym w 1992 roku Związku Ukraińców Podlasia, który wydaje dwumiesięcznik Nad Buhom i Narwoju oraz corocznie organizuje Festiwal Kultury Ukraińskiej na Podlasiu „Podlaska Jesień”. Białostocki ośrodek TVP emituje cotygodniowy magazyn Przegląd ukraiński, audycja ukraińska obecna jest także w ramówce Polskiego Radia Białystok.
W 2017 roku w kilku podlaskich placówkach oświatowych prowadzono nauczanie języka ukraińskiego, którego uczyło się 389 uczniów.

## Białorusini a Ukraińcy na Białostocczyźnie
Od lat 80. ubiegłego wieku w obrębie prawosławnej społeczności Białostocczyzny obserwowany jest pewien wzrost świadomości ukraińskiej. Zjawisko to dotyczy zwłaszcza młodzieży, szczególnie z wykształceniem wyższym, która zaczyna dostrzegać cechy łączące ich gwarę rodzinną z ukraińskim językiem literackim, a także uznawać za odpowiadające ukraińskim pewne odrębności kulturowe swojego otoczenia (folklor, kultura materialna itd.). Działalność organizacji ukraińskich na Białostocczyźnie często napotyka jednak na opór miejscowych mieszkańców, gdyż we wschodniosłowiańskich społecznościach tego regionu brak jest, jak stwierdza M. Sajewicz, „tradycji nazwy Ukrainiec używanej na określenie miejscowej ludności prawosławnej”.
Należy przy tym zauważyć, iż sam proces pojawiania się osób z ukraińską autoidentyfikacją narodowościową na terenie uważanym za etnicznie białoruski nie jest pozbawiony pewnych obiektywnych podstaw. Główne argumenty działaczy ukraińskich na Białostocczyźnie koncentrują się zwłaszcza wokół kryterium językowego. Na obszarze o najbardziej rozwiniętej białoruskiej świadomości narodowej (z miejscowościami takimi jak Bielsk Podlaski, Hajnówka, Kleszczele, Orla, Siemiatycze) językiem codziennym są bowiem – czy raczej były w czasach przed zaawansowaną polonizacją – gwary o charakterze północno-ukraińskim bądź gwary mieszane białorusko-ukraińskie.
Na temat złożonych powiązań między językiem, wyznaniem a świadomością narodową na terenie Białostocczyzny w następujący sposób wypowiedzieli się autorzy Atlasu gwar wschodniosłowiańskich Białostocczyzny:

Warto zwrócić uwagę, że wyciąganie wniosków co do przynależności narodowej mieszkańców Białostocczyzny na podstawie gwary, którą się posługują, może prowadzić do błędów. Świadomość narodowa nie kształtowała się tu według kryterium językowego. Zasadniczą rolę odegrało wyznanie. Nie ma przy tym znaczenia, czy ktoś jest wierzący, czy obojętny pod względem religijnym. Decyduje raczej wychowanie w określonym środowisku. Tak więc mówiący na co dzień gwarą białoruską katolicy w okolicach Sokółki i Dąbrowy Białostockiej uważają się za Polaków, prawosławni spod Bielska Podlaskiego czy Siemiatycz – przeważnie za Białorusinów, chociaż gwara ich ma wiele cech ukraińskich. Zdarza się też, że ktoś mówi po polsku, uważa się za Białorusina, a pochodzi z rodziny posługującej się gwarą ukraińską. Poza tym jeszcze nie u wszystkich świadomość narodowa jest całkowicie skrystalizowana.